# Tranvia di Norfolk
La tranvia di Norfolk (in inglese conosciuta come Tide Light Rail, IPA: [taɪd laɪt reɪl]) è la tranvia che serve la città di Norfolk, nello Stato della Virginia. È gestita dalla Hampton Roads Transit (HRT).
La linea collega Downtown, la Norfolk State University e Newtown Road ed è lunga 11,9 km con un totale di 11 fermate. La tranvia fu aperta al pubblico il 19 agosto 2011; i costi di costruzione furono pari a 318 milioni di dollari, di cui 232 forniti dalla Federal Transit Administration e i restanti ottenuti con l'American Recovery and Reinvestment Act.

## Il servizio
La tranvia è attiva sette giorni su sette, con un servizio ridotto nei fine settimana. Le frequenze variano tra i 10 minuti delle ore di punta e i 30 minuti delle ore di morbida.